# Letnia rezydencja Larischów

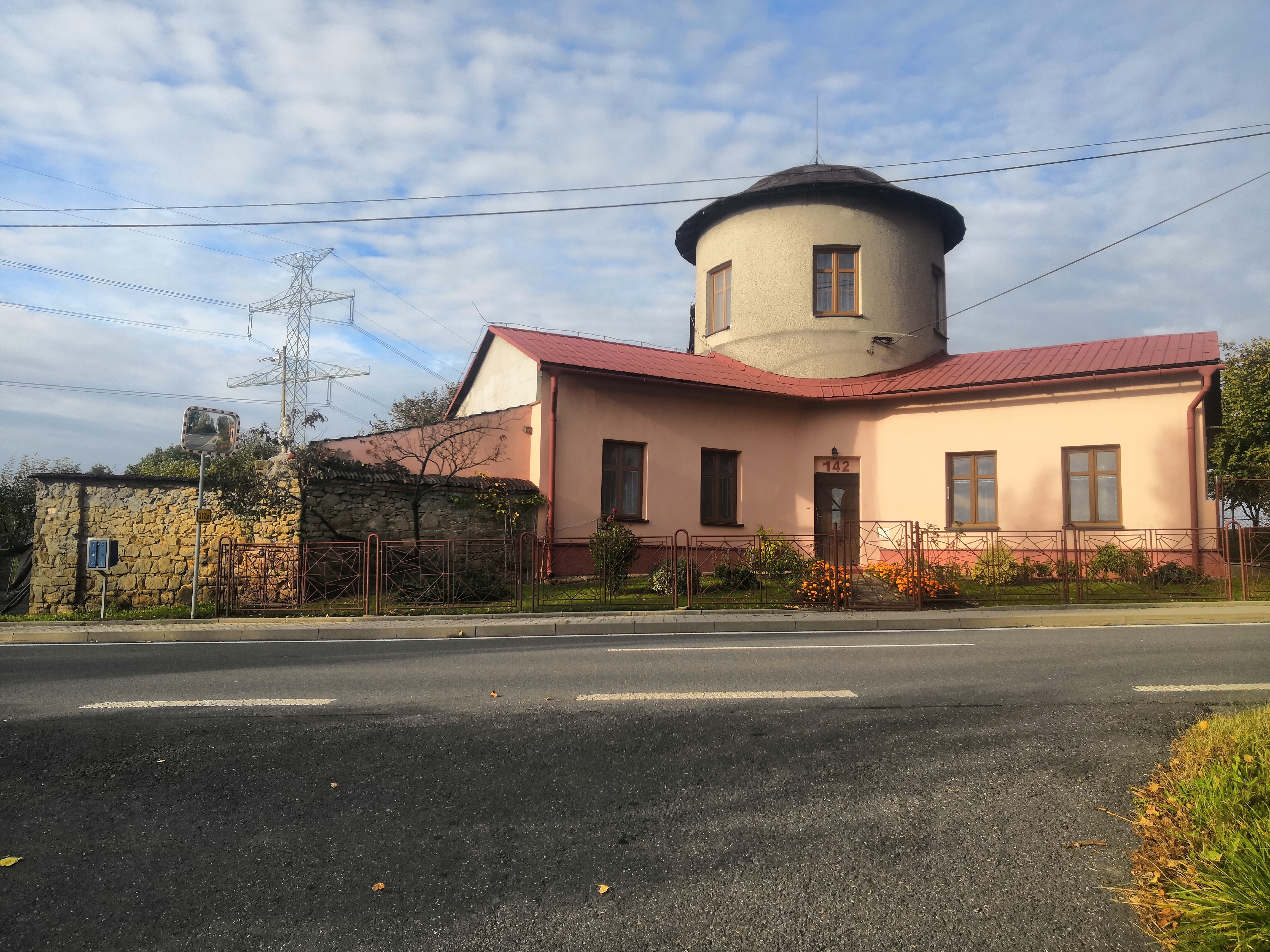
Pałacyk myśliwski Larischów

Letnia rezydencja Larischów – czeski zabytek architektury empiru zbudowany na zlecenie hrabiego Heinricha Larischa-Mönnicha. Znajduje się przy ulicy Cieszyńskiej w Cierlicku na Kościelcu. Przy zameczku został zbudowany także "Chłopski mur głodowy".

## Historia
Pałacyk prawdopodobnie został zbudowany w latach 1801–1804. Wówczas znajdował się przy drodze prowadzącej z Cieszyna do polskiej Ostrawy. Służyć miał jako miejsce wypoczynkowe oraz pałacyk myśliwski rodu Larischów. Przede wszystkim był domem ogrodnika hrabiego, ponieważ znajdował się w szlacheckim sadzie owocowym. Z czasem stał się własnością prywatną. Jest wpisany na listę czeskich zabytków. 

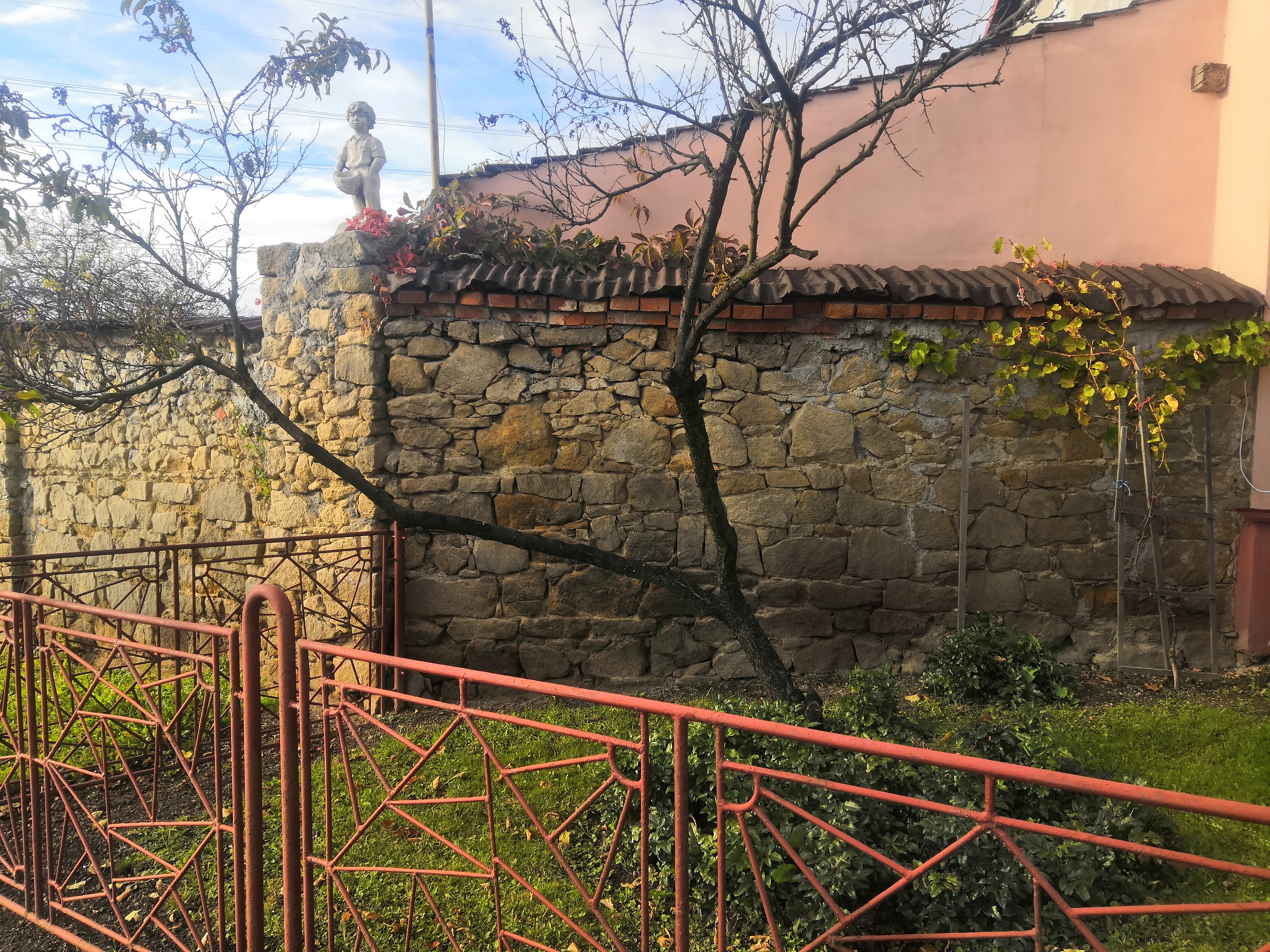
Chłopski mur głodowy w Cierlicku na Kościelcu

## Opis
Główna część to dwupiętrowy budynek w kształcie walca, przykryty płaskim dachem. Do tego przylegają dwa jednopokojowe skrzydła. Na tyłach znajduje się klatka schodowa, prowadząca do górnego piętra.

## Chłopski mur głodowy[3]
Lata 1845–1848 były czasem nieurodzaju i głodu, dlatego hrabia Heinrich Larisch-Mönnich pozwolił miejscowym chłopom budować przy pałacyku mur. Za tę pracę otrzymywali jedzenie na cały dzień. Pierwotnie mur stanowił ogrodzenie całego sadu i sięgał wysokości dwóch metrów. Do czasów współczesnych zachowało się tylko kilkadziesiąt metrów ogrodzenia. 